# يونيون سيتي (كاليفورنيا)
ونيون سيتي (بالإنجليزية: Union City)‏ هي إحدى مدن مقاطعة ألاميدا، كاليفورنيا. تم إعطاءها لقب مدينة في 26 يناير، 1959.

## التركيبة السكانية
حدّد مكتب تعداد الولايات المتحدة بيانات التركيبة السكانية ليونيون سيتي في تعداد الولايات المتحدة. في ما يلي، التركيبة السكانية حسب تعدادي 2000 و2010.

### تعداد عام 2000
بلغ عدد سكان يونيون سيتي 66,869 نسمة بحسب تعداد عام 2000، وبلغ عدد الأسر 18,642 أسرة وعدد العائلات 15,700 عائلة مقيمة في المدينة. في حين سجلت الكثافة السكانية 1,343.6 نسمة لكل كيلومتر مربع (3,479.9/ميل2). وبلغ عدد الوحدات السكنية 18,877 وحدة بمتوسط كثافة قدره 379.3 لكل كيلومتر مربع (982.4/ميل2).
وتوزع التركيب العرقي للمدينة بنسبة 30.21% من البيض و6.70% من الأمريكيين الأفارقة و0.53% من الأمريكيين الأصليين و43.39% من الأمريكيين ذوي الأصول الآسيوية و0.91% من سكان جزر المحيط الهادئ و11.53% من الأعراق الأخرى و6.73% من عرقين مختلطين أو أكثر و23.96% من الهسبانيون أو اللاتينيون من أي عرق.
بلغ عدد الأسر 18,642 أسرة كانت نسبة 51.7% منها لديها أطفال تحت سن الثامنة عشر تعيش معهم، وبلغت نسبة الأزواج القاطنين مع بعضهم البعض 66.6% من أصل المجموع الكلي للأسر، ونسبة 12.2% من الأسر كان لديها معيلات من الإناث دون وجود شريك، بينما كانت نسبة 5.4% من الأسر لديها معيلون من الذكور دون وجود شريكة وكانت نسبة 15.8% من غير العائلات. تألفت نسبة 11.3% من أصل جميع الأسر من عدة أفراد يعيشون في نفس المنزل ونسبة 3.8% كانت تتألف من شخص يعيش بمفرده يبلغ من العمر 65 عاماً أو أكثر. وبلغ متوسط حجم الأسرة المعيشية 3.57، أما متوسط حجم العائلات فبلغ 3.83.
بلغ العمر الوسطي للسكان 32.8 عاماً. وكانت نسبة 27.7% من القاطنين تحت سن الثامنة عشر، وكانت نسبة 9.8% بين الثامنة عشر والرابعة والعشرين عاماً، ونسبة 32.7% كانت واقعةً في الفئة العمرية ما بين الخامسة والعشرين والرابعة والأربعين عاماً، ونسبة 21.5% كانت ما بين الخامسة والأربعين والرابعة والستين، ونسبة 7.7% كانت ضمن فئة الخامسة والستين عاماً فما فوق. يوجد لكل 100 أنثى 99.4 ذكر، ويوجد لكل 100 أنثى في الثامنة عشر من عمرها فما فوق 96.7 ذكر.
بلغ متوسط دخل الأسرة في المدينة 71,926 دولارًا، أما متوسط دخل العائلة فبلغ 74,910 دولارًا. وكان متوسط دخل الذكور 45,212 دولارًا مقابل 35,085 دولارًا للإناث. وسجل دخل الفرد الخاص بالمدينة 22,890 دولارًا. وكانت نسبة 4.8% من العائلات ونسبة 6.5% من السكان تحت خط الفقر، وكان من هؤلاء نسبة 7.3% تحت سن الثامنة عشر ونسبة 6.5% في الخامسة والستين من العمر وما فوق.

### تعداد عام 2010
بلغ عدد سكان يونيون سيتي 69,516 نسمة بحسب تعداد عام 2010، وبلغ عدد الأسر 20,433 أسرة وعدد العائلات 16,677 عائلة مقيمة في المدينة. في حين سجلت الكثافة السكانية 1,396.7 نسمة لكل كيلومتر مربع (3,617.4/ميل2). وبلغ عدد الوحدات السكنية 21,258 وحدة بمتوسط كثافة قدره 427.1 لكل كيلومتر مربع (1,106.2/ميل2).
وتوزع التركيب العرقي للمدينة بنسبة 23.94% من البيض و6.33% من الأمريكيين الأفارقة و0.47% من الأمريكيين الأصليين و50.87% من الأمريكيين ذوي الأصول الآسيوية و1.28% من سكان جزر المحيط الهادئ و10.43% من الأعراق الأخرى و6.67% من عرقين مختلطين أو أكثر و22.87% من الهسبانيون أو اللاتينيون من أي عرق.
بلغ عدد الأسر 20,433 أسرة كانت نسبة 44.4% منها لديها أطفال تحت سن الثامنة عشر تعيش معهم، وبلغت نسبة الأزواج القاطنين مع بعضهم البعض 62.3% من أصل المجموع الكلي للأسر، ونسبة 13.5% من الأسر كان لديها معيلات من الإناث دون وجود شريك، بينما كانت نسبة 5.8% من الأسر لديها معيلون من الذكور دون وجود شريكة وكانت نسبة 18.4% من غير العائلات. تألفت نسبة 13.4% من أصل جميع الأسر من عدة أفراد يعيشون في نفس المنزل ونسبة 4.9% كانت تتألف من شخص يعيش بمفرده يبلغ من العمر 65 عاماً أو أكثر. وبلغ متوسط حجم الأسرة المعيشية 3.38، أما متوسط حجم العائلات فبلغ 3.69.
بلغ العمر الوسطي للسكان 36.2 عاماً. وكانت نسبة 24.2% من القاطنين تحت سن الثامنة عشر، وكانت نسبة 9.3% بين الثامنة عشر والرابعة والعشرين عاماً، ونسبة 29.3% كانت واقعةً في الفئة العمرية ما بين الخامسة والعشرين والرابعة والأربعين عاماً، ونسبة 26.1% كانت ما بين الخامسة والأربعين والرابعة والستين، ونسبة 11.1% كانت ضمن فئة الخامسة والستين عاماً فما فوق. وتوزع التركيب الجنسي للسكان بنسبة 49.4% ذكور و50.6% إناث.

## المناخ
يظهر الجدول التالي التغييرات المناخية على مدار السنة ليونيون سيتي:
| البيانات المناخية لـيونيون سيتي   | البيانات المناخية لـيونيون سيتي | البيانات المناخية لـيونيون سيتي | البيانات المناخية لـيونيون سيتي | البيانات المناخية لـيونيون سيتي | البيانات المناخية لـيونيون سيتي | البيانات المناخية لـيونيون سيتي | البيانات المناخية لـيونيون سيتي | البيانات المناخية لـيونيون سيتي | البيانات المناخية لـيونيون سيتي | البيانات المناخية لـيونيون سيتي | البيانات المناخية لـيونيون سيتي | البيانات المناخية لـيونيون سيتي | البيانات المناخية لـيونيون سيتي |
| الشهر                             | يناير                           | فبراير                          | مارس                            | أبريل                           | مايو                            | يونيو                           | يوليو                           | أغسطس                           | سبتمبر                          | أكتوبر                          | نوفمبر                          | ديسمبر                          | المعدل السنوي                   |
| --------------------------------- | ------------------------------- | ------------------------------- | ------------------------------- | ------------------------------- | ------------------------------- | ------------------------------- | ------------------------------- | ------------------------------- | ------------------------------- | ------------------------------- | ------------------------------- | ------------------------------- | ------------------------------- |
| متوسط درجة الحرارة الكبرى °ف (°م) | 58 (14)                         | 62 (17)                         | 65 (18)                         | 67 (19)                         | 71 (22)                         | 75 (24)                         | 77 (25)                         | 77 (25)                         | 77 (25)                         | 73 (23)                         | 64 (18)                         | 58 (14)                         | 69 (20)                         |
| متوسط درجة الحرارة الصغرى °ف (°م) | 42 (6)                          | 45 (7)                          | 48 (9)                          | 50 (10)                         | 53 (12)                         | 56 (13)                         | 58 (14)                         | 59 (15)                         | 57 (14)                         | 54 (12)                         | 48 (9)                          | 42 (6)                          | 51 (11)                         |
| الهطول إنش (مم)                   | 2.95 (75)                       | 3.02 (77)                       | 2.34 (59)                       | 1.02 (26)                       | 0.48 (12)                       | 0.11 (2.8)                      | 0 (0)                           | 0.03 (0.76)                     | 0.17 (4.3)                      | 0.81 (21)                       | 1.70 (43)                       | 2.56 (65)                       | 15.19 (386)                     |
| المصدر: The Weather Channel       |                                 |                                 |                                 |                                 |                                 |                                 |                                 |                                 |                                 |                                 |                                 |                                 |                                 |

## أعلام
- توماس فيتش
- أنجيلينا
- جوي براغ
- فيكي غاليندو
- أرون ليديسما